# 彭城之戰 (前573年)
前573年六月，鄭成公派兵入侵宋國，到達宋國曹門外，會合楚共王一起進攻宋國，佔領了朝郟。楚國的子辛和鄭國的皇辰入侵城郜，佔取幽丘。他們一同進攻彭城，將魚石、向為人、鱗朱、向帶、魚府送回宋國，留下三百輛戰車以當防守，然後回國。同年七月，宋國老佐、華喜率兵圍攻彭城，討伐魚石，老佐戰死。同年十一月，楚共王重新起兵救援彭城的魚石等人，宋國華元出使晉國告急，韓獻子勸晉悼公出兵救援宋國，晉悼公率領軍隊駐紮於台谷（今山西省晉城）以救援宋國，與楚軍相遇於靡角之谷，楚軍遂退兵。同時晉悼公命士魴請求魯國出兵。
前572年正月己亥，魯國仲孫蔑會見晉國欒黶，宋國華元，衛國甯殖，曹國，莒國，邾國，滕國，宋國，薛國等諸侯，聯軍圍攻彭城。彭城向晉國投降。晉國人將彭城的魚石、向為人、鱗朱、向帶、魚府帶回國，安置在瓠丘，彭城歸還於宋國。
同年五月，晉國以韓厥為元帥會同諸侯討伐鄭國以報彭城之戰之仇，於洧上打敗鄭國，是為洧上之戰。